# ぬらりひょん吉
ぬらりひょん吉（ぬらりひょんきち）は、ニッポン放送のラジオ番組「デーモン小暮のオールナイトニッポン」から登場したキャラクターである。日本の妖怪、ぬらりひょんをモチーフにしている。
姓がぬらり、名がひょん吉。家族構成は妻（名前はテル）、長女（「水木しげるちりめん問屋」勤務、名前は不明）、ペットの犬（名前は総一郎）。
ラジオなど音声媒体のみに登場し、テレビなどの映像媒体には登場せず「デーモン小暮のオールナイトニッポン」で、ぬらりひょん吉のイラストを募集したことがあった。その作品群は「デーモン小暮の試験に出るぬらりひょん」（ニッポン放送刊、1988年第一刷）に掲載されている。ぬらりが登場するきっかけとなったのは、デーモン閣下は「（『デーモン小暮のオールナイトニッポン』のコーナーの）「情けない怪物たち」に出てきた“ぬらりひょうたん”という怪獣がキッカケで、この怪獣があまりにも情けなかったために各コーナーで盛んに使われるようになったからだったはず」としている。そして、1988年6月の放送で届いたはがきに四股名（ペンネーム）「ぬらりひょん吉」と書かれていたことから閣下が「これはいける」と思い、以後番組中に登場していくようになった。
「こんばんは、ぬらりひょん吉です・・・」などと、デーモン小暮閣下が口ごもるような語り口で、その声を演じていた。

## 来歴 (設定)
（出典：）
- 1929年（昭和4年）3月3日、本州北部の生まれ
- 1954年 - 帯広畜産大学を卒業後、NHKに入局。同期入局に生方藤兵衛（うぶかたとうべえ、同じく「デーモン小暮のオールナイトニッポン」から登場したキャラクター）。
- 1959年 - 東京都目黒区から八王子市に転居。
- 1964年 - 東京オリンピック直前の頃に網走市に転勤。
  - この頃結婚、娘をもうける。
- 1966年 - NHK名古屋放送局に転勤。
- 1974年 - 参議院議員選挙に出馬したNHKの先輩、宮田輝の選挙事務所の手伝いをする（こき使われる）。
- 1982年 - 東京のNHK放送センター勤務に戻る。
- 1988年 - 地方部地域振興課長に就任。同年、「デーモン小暮のオールナイトニッポン」に登場し始め、「1990年大河ドラマ誘致合戦」「栄光のヌラリンピック」などのコーナーに出演、人気を得る。同年10月に発布された聖飢魔IIの小教典「WINNER!」に作詞者として名を連ねる。

1990年の「デーモン小暮のオールナイトニッポン」終了後も「デーモン小暮のラジ王」（TOKYO FM）、「デーモン小暮 ニッポン全国 ラジベガス」（ニッポン放送）に登場したことがある。
なお、1997年放送の「デーモン小暮のオールナイトニッポンDX」に登場した際には、その3年前にNHKを退局しており、退局後程なくして熟年離婚したことが明らかにされている。